# ميكي هوارد
ميكي هوارد (بالإنجليزية: Miki Howard)‏ هي مغنية أمريكية، ولدت في 30 سبتمبر 1962 في شيكاغو في الولايات المتحدة.

## وصلات خارجية
- الموقع الرسمي
- ميكي هوارد على موقع IMDb (الإنجليزية)
- ميكي هوارد على موقع ميوزك برينز (الإنجليزية)
- ميكي هوارد على موقع أول ميوزيك (الإنجليزية)
- ميكي هوارد على موقع ديسكوغز (الإنجليزية)